# Rodolphe Bresdin
Rodolphe Bresdin (Le Fresne-sur-Loire, 12 agosto 1822 – Sèvres, 11 gennaio 1885) è stato un pittore e incisore francese.
Incisore e disegnatore (gran parte della sua produzione è costituita da acqueforti e litografie), oltre che pittore, Bresdin iniziò la sua attività diciassettenne, distinguendosi per la realizzazione di minute incisioni delle dimensioni di un francobollo.

## Biografia
Nel 1848 si recò a Tolosa dove proseguì la sua attività di litografo, illustrando il Buon Samaritano (in realtà raffigurante Abd al-Qadir che soccorre un cristiano durante i moti druso-cristiani di Damasco del luglio 1860).
Dopo aver trascorso i successivi vent'anni a Parigi, si decise ad intraprendere un viaggio per le Americhe, mosso dal desiderio di visitare i luoghi più vicini alle sue fantasie.
L'inesplicabilità di numerose sue opere ha sedotto persone quali Charles Baudelaire, Théophile Gautier, Joris-Karl Huysmans, Robert de Montesquiou (cfr. L'inextricable graveur, riedito nel 1912) e André Breton. Odilon Redon, che fu suo allievo, ha lasciato di lui un commovente ritratto. La sua influenza è stata notevole su alcuni artisti contemporanei, come Jacques Moreau, detto "Le Maréchal", Roger Langlais, Georges Rubel, Jean-Pierre Velly o Philippe Mohlitz.